# Dons (zanger)
Artūrs Šingirejs (Brocēni, 10 april 1984), beter bekend onder diens artiestennaam Dons, is een Letse zanger.

## Biografie
Šingirejs werd geboren uit een Letse moeder en een Wit-Russische vader. In 2003 nam hij deel aan een Letse talentenjacht. Een jaar later bracht hij zijn eerste album uit.
Door de jaren heen groeide Dons uit tot een gevestigde naam in de Letse muziek en scoorde hij meerdere hits.
In 2010 nam hij voor het eerst deel aan de Letse preselectie van het Eurovisiesongfestival. Met het nummer My religion is freedom werd hij tweede. In 2014 werd hij wederom tweede met Pēdējā vēstule. In 2024 waagde hij een derde poging. Met Hollow won hij ditmaal. Daardoor mocht hij Letland vertegenwoordigen op het Eurovisiesongfestival 2024 in het Zweedse Malmö. Šingirejs trad aan in de tweede halve finale. De wedkantoren gaven hem daarin de laagste kans van alle deelnemers om naar de finale te gaan. Desondanks lukte het de zanger om zich daarvoor te plaatsen. Sinds 2016 was een Letse deelnemer daarin niet geslaagd. In de finale eindigde Šingirejs op de zestiende plaats.
Tijdens het Eurovisiesongfestival 2025 reikte Šingirejs namens zijn thuisland de jurypunten uit.
2000: Brainstorm · 
2001: Arnis Mednis · 
2002: Marie N · 
2003: F.L.Y. · 
2004: Fomins & Kleins · 
2005: Valters & Kaža · 
2006: Cosmos · 
2007: Bonaparti.lv · 
2008: Pirates of the Sea · 
2009: Intars Busulis · 
2010: Aisha · 
2011: Musiqq · 
2012: Anmary · 
2013: PeR · 
2014: Aarzemnieki · 
2015: Aminata Savadogo · 
2016: Justs · 
2017: Triana Park · 
2018: Laura Rizzotto · 
2019: Carousel · 
2021: Samanta Tīna · 
2022: Citi Zēni · 
2023: Sudden Lights · 
2024: Dons · 
2025: Tautumeitas